# Okerhout
Okerhout (Sterculia pruriens) is een soort uit de kaasjeskruidfamilie (Malvaceae).
Het is een boom met een zware, afgronde kruin die gewoonlijk 30 meter of meer hoog wordt. De stam heeft geen plankwortels en kan 60 cm in doorsnee bedragen. Het takloze deel kan tot 20 meter lang zijn. De boom wordt in het wild gekapt om zijn hout en voor plaatselijk medisch gebruik.
Het verspreidingsgebied ligt in tropisch Zuid-Amerika en de Caribische eilanden.

## Mast
De soort heeft sterk de neiging om mastjaren te vertonen. In de periode 1942-1954 werd in Mazurini (Guyana) maar twee keer de vorming van vruchten waargenomen.